# St. Valentin (Oberrißdorf)

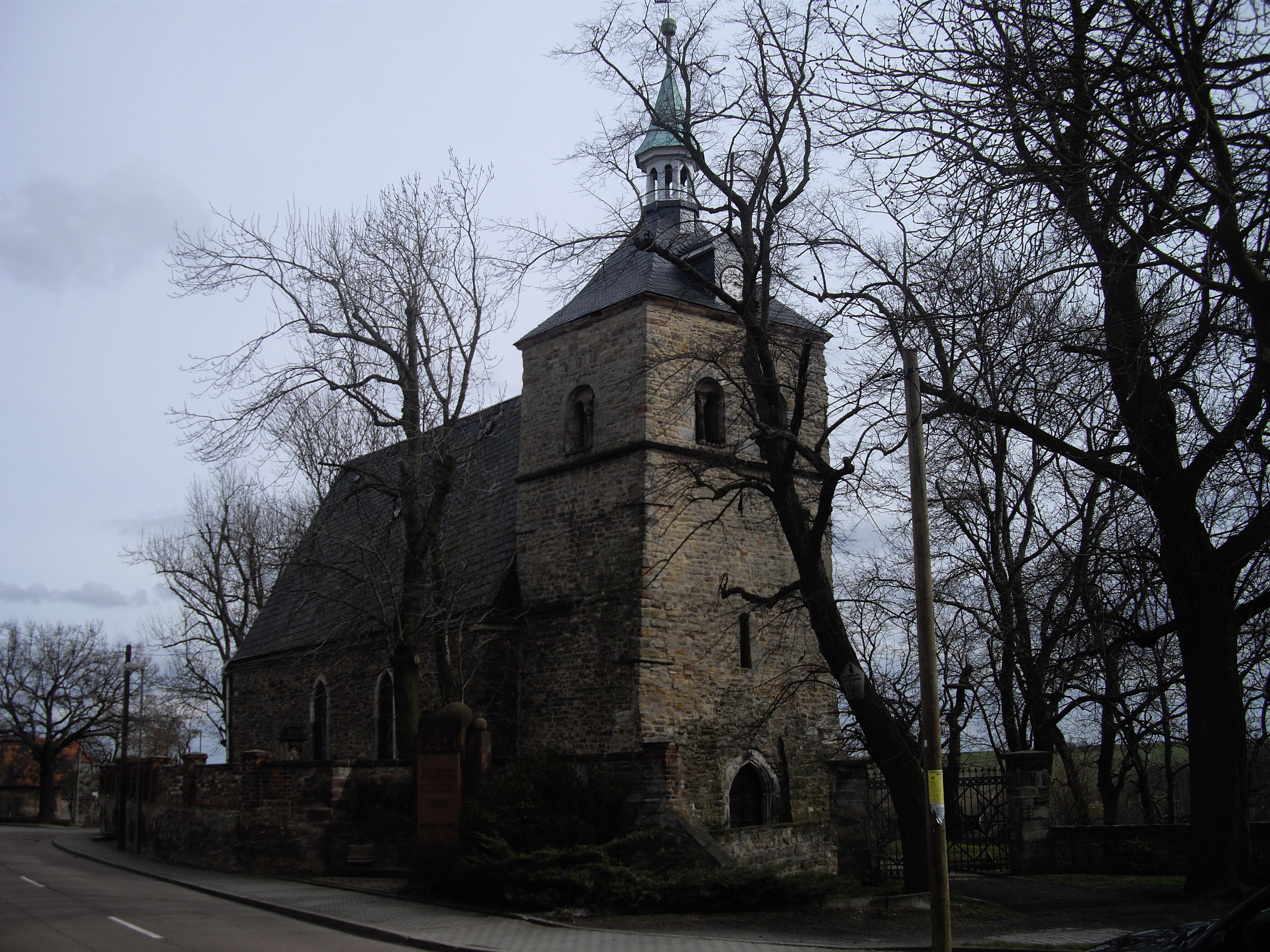
St. Valentin in Oberrißdorf

Die evangelische Dorfkirche St. Valentin ist eine im Wesentlichen spätgotische Saalkirche im Ortsteil Oberrißdorf von Lutherstadt Eisleben im Landkreis Mansfeld-Südharz in Sachsen-Anhalt. Sie gehört zum Pfarrbereich Seegebiet Mansfelder Land im Kirchenkreis Eisleben-Sömmerda der Evangelischen Kirche in Mitteldeutschland (EKMD).

## Geschichte und Architektur
Die Kirche ist eine im Wesentlichen spätgotische Anlage aus der Zeit um 1500 mit dreiseitigem Ostschluss, die an der Dorfstraße auf dem umfriedeten Kirchhof über dem Nordhang des Nonnentals steht. Der annähernd quadratische Westturm mit gekuppelten Schallöffnungen stammt noch aus spätromanischer Zeit, das Westportal wurde zu spätgotischer Zeit mit einer heute verwitterten Stabwerkrahmung versehen. An der Südseite des Schiffes befinden sich ein vermauerter Oculus und mehrere nachträglich zur Abstützung angebrachte Strebepfeiler. Im westlichen Teil der Nordwand findet sich ein vermauertes neugotisches Portal mit der Datierung 1883. Renovierungen erfolgten in den Jahren 1714/15, in der zweiten Hälfte des 19. Jahrhunderts und im Jahr 1949.
Innen ist ein hölzernes Tonnengewölbe mit untergelegten Rippen eingezogen, auf den Scheitelpunkten sind Patronatswappenscheiben zwischen Christus- und Apostelmedaillons angebracht. Auf der Nordseite ist eine spätgotische Sakramentsnische von 1504 mit Fialenschmuck erhalten. In den Jahren 1997 und 2001 fanden Instandsetzungen des Kirchendachs und des Turms statt.

## Ausstattung
Das Hauptstück der Ausstattung ist ein hölzerner Kanzelaltar mit seitlichen Durchgängen und damit verbundene Logen, der 1715 von N. Salzmann geschaffen wurde und stilistisch mit den Altären in Hedersleben und Dederstedt eng verwandt ist. Er besteht aus einer Ädikula mit korinthischen Säulen zwischen lebensgroßen Schnitzfiguren von Mose und dem Evangelisten Johannes, der polygonale Kanzelkorb ist mit Bibelsprüchen auf den Brüstungsfeldern versehen. In Höhe des verkröpften Gebälks ist ein preußisches Königswappen mit Krone angeordnet, darüber zwei sich verbeugende Engel vor dem hebräischen Gottesnamen Jahwe im Strahlenkranz. In der Predella ist eine gemalte Ölbergszene aus der zweiten Hälfte des 19. Jahrhunderts von Carl Ruprecht aus Eisleben zu sehen. Über den Durchgängen sind neben auf Voluten sitzenden Engeln, welche eine quastenbesetzte Draperie halten, Patronatswappen zu sehen, auf der Nordseite das Mansfelder, auf der Südseite dasjenige derer von Streithorst.
Ein Rest einer geschnitzten spätgotischen Bischofsfigur, die möglicherweise den Heiligen Valentin darstellt, ist auf der nördlichen, mit Butzenscheiben verglasten Prieche zu sehen. Die Orgel mit einem Prospekt im Rundbogenstil und heute 15 Registern auf zwei Manualen und Pedal wurde von Gottlob Voigt im Jahr 1848 geschaffen. Der Emporeneinbau und die Glasmalereien im Chor stammen aus der zweiten Hälfte des 19. Jahrhunderts.